# Golden Boy (나다브 게즈의 노래)
《Golden Boy》는 2015년에 발매된 나다브 게즈의 노래이다. 유니버설 뮤직 그룹에 의해 발매되었다.

## 곡 목록
| #  | 제목           | 재생 시간 |
| -- | -------------- | --------- |
| 1. | 〈Golden Boy〉 | 3:00      |